# 1,5-Диазабицикло(4.3.0)нонен-5
1,5-Диазабицикло[4.3.0]нонен-5 (DBN) — органическое вещество, растворимое амидиновое основание, применяемое в органическом синтезе для проведения различных реакций отщепления, изомеризации, этерификации и конденсации.

## Строение и физические свойства
Диазабициклононен растворим в воде, этаноле, бензоле, хлористом метилене, хлороформе, тетрагидрофуране и диметилсульфоксиде.

## Применение
Диазабициклононен является растворимым органическим основанием и в мягких условиях используется для проведения различных органических превращений: отщеплений, изомеризаций, этерификаций и конденсаций. По реакционной способности напоминает 1,8-диазабицикло[5.4.0]ундецен-7 (DBU).

### В реакциях отщепления
Диазабициклононен используют в реакциях отщепления галогеноводородов, а также сульфокислот. Обычно применяют кратное количество основания либо его небольшой избыток, тогда как растворителем служат диметилформамид, диметилсульфоксид, бензол, хлористый метилен или хлороформ. Такой подход позволяет создавать как терминальные, так и внутренние двойные связи.
Проводилось сравнение диазабициклононена и диазабициклоундецена в реакции отщепления HBr от бромгептанов. Диазабициклононен показал средние результаты, давая гептены с выходом 36–60 %, тогда как диазабициклоундецен показал выходы 78–91 %. Зато диазабициклононен оказался более эффективным для превращения первичных иодалканов в терминальные алкены.

### В изомеризациях
Диазабициклононен применяют для осуществления эпимеризаций и смещения двойных связей. Типичным примером эпимеризации является превращение 6β-замещённых пенициллинов в соответствующие 6α-изомеры. На примере этого превращения проводилось сравнение различных оснований, и оказалось, что многие альтернативы приводят в образованию побочных продуктов.

### В конденсациях
Диазабициклононен показал свою действенность в реакциях конденсации с участием соединений, содержащих активные метиленовые фрагменты. Также с помощью диазабициклононена генерируют стабилизированные илиды в реакции Виттига.

### В этерификациях
В литературе описано несколько примеров использования диазабициклононена в реакциях этерификации, хотя его аналог диазабициклоундецен чаще используется с этой целью. В частности, диазабициклононен использовали на последней стадии полного синтеза антибиотика-макролида пиренофорина.

## См.также
Органический синтез
Амидины